# Industrie- und Kulturverein Nürnberg
Der Industrie- und Kulturverein wurde 1819 gegründet – mit dem erklärten Ziel, die Kultur, Wissenschaft und das gesellige Leben zu fördern.
Die Gründung geht auf die Initiative von  Johann Jakob Weidenkeller zurück. Er war Gründer des Vereins und dessen 1. Vorsitzender vom August 1819 bis zu seinem Tode im Jahr 1851. Er besaß ein landwirtschaftliches Anwesen im damaligen Nürnberger Vorort Glockenhof und war mit den Problemen der Landwirtschaft in der damaligen Zeit vertraut.

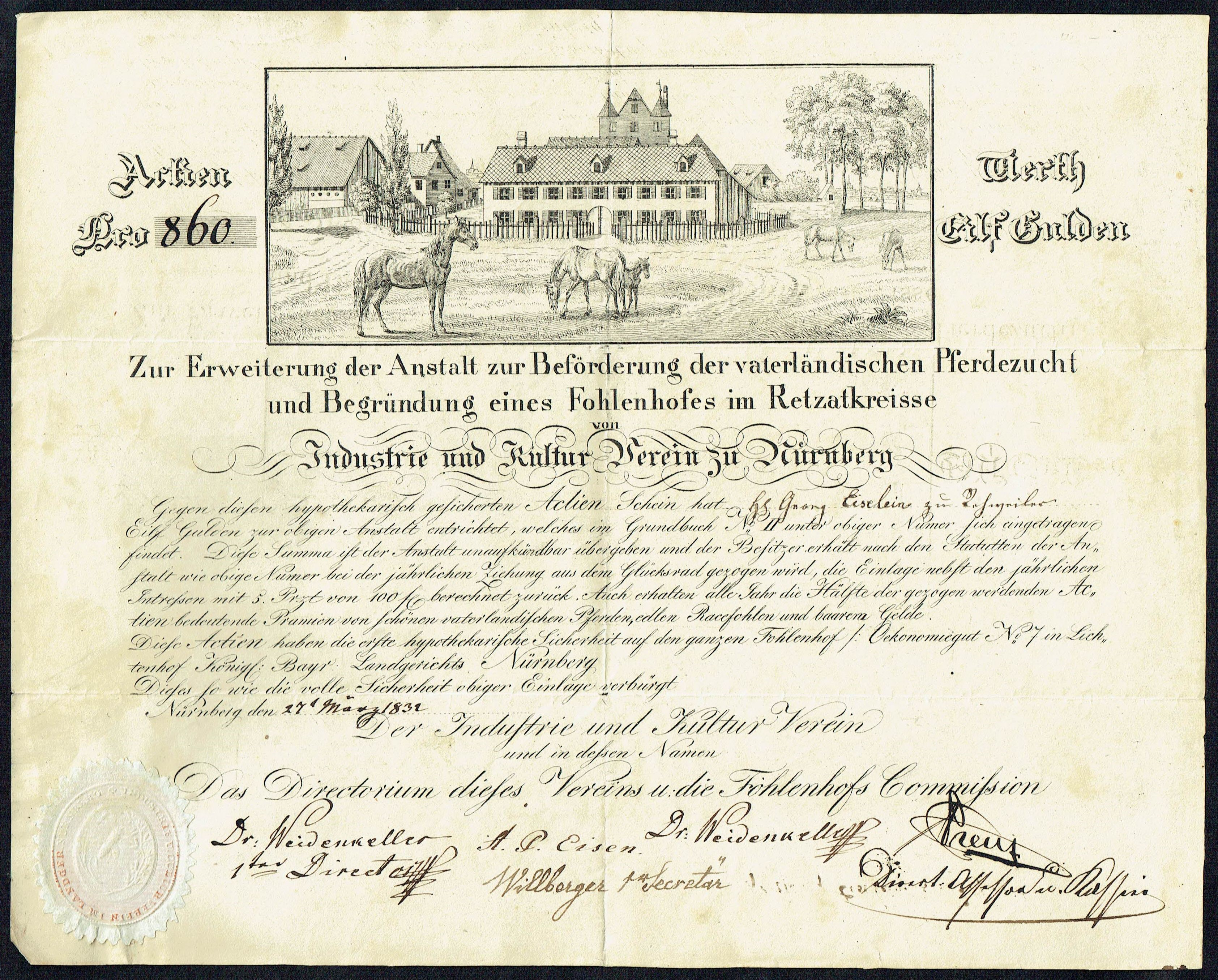
Aktie des Industrie und Kultur Verein zu Nürnberg vom 27. März 1832, unterschrieben von Johann Jakob Weidenkeller

Für einzelne Aufgaben des Vereins wurden sogenannte Zweiganstalten geschaffen. In der Frühzeit des Vereins entstand eine Vielzahl solcher Anstalten, von der Ausleihanstalt (Zweck: Vergabe von Darlehen zu niedrigen Zinsen an in Not geratene Bauern) bis hin zur Anstalt für die Förderung der Vaterländischen Pferdezucht. 1827 nahm Goethe eine Ehrenmitgliedschaft im Industrie- und Kulturverein an.
1832 gab der Verein hypothekarisch gesicherte Aktien zur Erweiterung der Anstalt zur Beförderung der vaterländischen Pferdezucht und Begründung eines Fohlenhofes im Retzatkreise aus. Mit dem Fohlenhof sollte einem Pferdemangel Abhilfe geschaffen werden. Die Aktien waren mit einer Art Lotterie verbunden. So war eine jährliche Ziehung vorgesehen, bei der die Papiere mit 5 % Zinsen getilgt und Prämien wie Pferde, Fohlen oder Bargeld gewonnen werden. Die Fohlenzucht musste aufgrund von Rückschlägen schon 1835 aufgegeben werden. Aus dem Fohlenhof entstand eine technisch-ökonomische Arme-Knaben-Erziehungsanstalt als weitere Zweiganstalt. Aus dieser Anstalt entwickelte sich eine Landwirtschaftsschule, die 1853 vom Lande Bayern übernommen und später zur Nürnberger Kreislandwirtschaftsschule wurde.
Eine andere Zweiganstalt war der Frauenverein (später Theresien-Frauen-Verein), dessen Mitglieder sich um bedürftige Wöchnerinnen kümmerten, für die sie beispielsweise Babywäsche und Windeln anfertigten. Die Literaturanstalt gab eine Zeitung heraus, zuerst mit dem Titel Bayerische Landeszeitung, später mit dem Titel „Intelligenzblatt des Industrie- und Kulturvereins“.
Solange Johann Jakob Weidenkeller den Verein leitete, lag dessen Schwerpunkte mehr im wirtschaftlichen und sozialen als im kulturellen Bereich. Das gesellige Leben im Verein spielte in dieser Phase nur eine untergeordnete Rolle. Nach Weidenkellers Tod änderten sich die Zielsetzungen des Vereins allmählich. Die meisten Zweiganstalten lösten sich nach und nach auf, und nur wenige wurden neu gegründet. Eine dieser Neugründungen war 1861 die Gesangsgesellschaft.

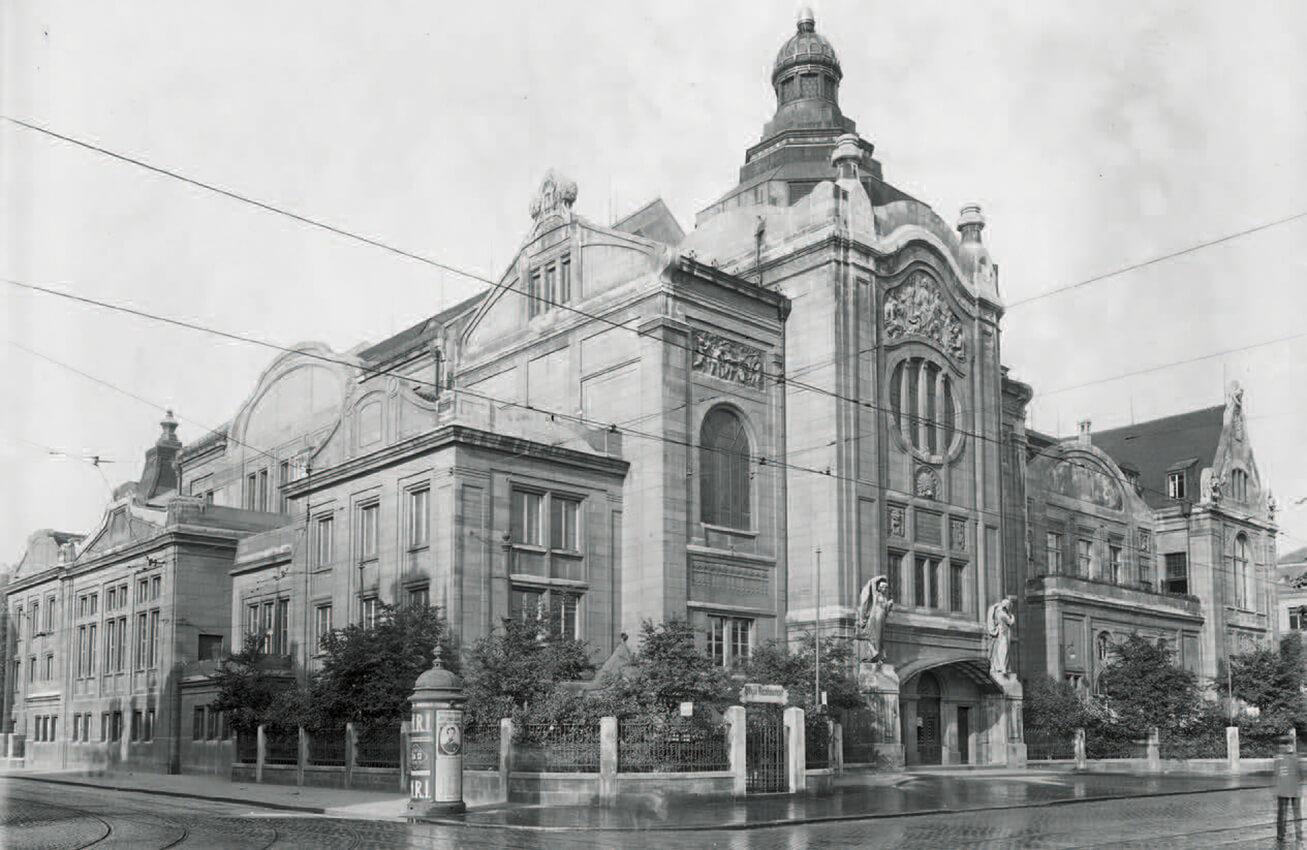
Gebäude am Frauentorgraben im Jahr 1920

1905 wurde ein Vereinshaus am Frauentorgraben bezogen. Dieses erlangte im Dritten Reich traurige Berühmtheit, als dort am 15. September 1935 der Berliner Reichstag die Nürnberger Gesetze verabschiedete. In den 1920er Jahren kam es zur Neugründung der Feierabendgesellschaft. Ihr Ziel war die Förderung und Vermittlung aller Künste – der bildenden Kunst, der Literatur und der Musik.
Es entstand zu dieser Zeit auch die Einrichtung einer Studentenhilfe, die bedürftigen und begabten Studenten technischer Fächer Beihilfen und Darlehen gewährte. 1970 wurde ein neues Vereinshaus im Stadtpark Nürnberg bezogen, dem Räume mit einem Fassungsvermögen von bis zu etwa 750 Personen zur Verfügung stehen.
Die heutigen Ziele des Vereins sind eine Mischung aus Unterhaltung und Vergnügen, aus Kulturgenuss und Kulturförderung (jährliche Zuschüsse  an das Germanische Nationalmuseum, die Naturhistorische Gesellschaft Nürnberg, die Altstadtfreunde Nürnberg, den Philharmonischen Chor), Vertiefung von Wissen und Bildung auf vielen Gebieten (Vorträge, Besichtigungen etc.), und enge Verbindung der Mitglieder zu gemeinsamen Tun.